# Eddy Hilberts
Eddy Hilberts (Groningen, 23 oktober 1948) is een Nederlands muziekproducent, songwriter en zanger. Hij speelde in verschillende bands en bracht solo enkele singles uit. Zijn grootste successen behaalde hij echter als muziekproducent, met name voor Pussycat. Daarnaast schrijft hij geregeld muziek voor verschillende artiesten. Tegenwoordig heeft hij een muziekstudio in Duitsland.

## Biografie
Hilberts was nog een kind toen hij in 1959 met zijn broer Bert het duo The Meteors oprichtte. Ze traden geregeld op en wonnen verschillende talentenjachten. Sinds 1961 speelden ze enkele jaren in The Flying Arrows. Nadat hij een talentenjacht won, mocht hij in 1966 de single You opnemen bij Bovema. John Möring, Klaas Leyen en Wim Jongbloed zetten het op de plaat – een drietal dat later betrokken was bij het succes van The Cats. Voor hem bleef het succes echter uit. Hij zong vervolgens nog voor The Crew en White Sun, studeerde elektronica en ging na zijn militaire dienst aan het werk voor Bovema.
Na geslaagde opnames van Nursery rhymes van Jaap Dekker kwam hij bij Bovema in vaste dienst. Ondertussen ontwikkelde hij zich van opnametechnicus tot producer en werkte hij aan platen van bekende Nederlandse en buitenlandse artiesten. Het artiestenleven bleef hem trekken. In 1972 zong hij op de achtergrond van de hit Eviva España van Imca Marina en sprong hij in als organist op het album Maarten en het witte paard van Elly en Rikkert. Twee singles in 1973 en 1974 leverden hem opnieuw geen succes op.
In 1975 kreeg hij de band Sweet Reaction onder zijn hoede en het was op zijn initiatief dat de band van naam werd gewijzigd in Pussycat. Voor de band produceerde hij de vier eerste elpees die alle vier internationaal aansloegen. Ook was hij de producer achter hun wereldhits Mississippi (1975), Georgie (1976), Smile (1976) en My broken souvenirs (1977). Mississippi werd nummer 1 in veertien landen, waaronder in het Verenigd Koninkrijk als eerste van Nederlandse bodem.
In 1980 had hij een klein succesje met een single in Duitsland. Met een contact die hij daar opdeed ging hij naar Pamplona voor de opname van zijn videoclip. Hierna maakte hij ook zelf videoclips voor Vanessa, Mai Tai, Anita Meyer en de Brit Mark Foggo. Voor de Belgische Stella produceerde hij het nummer Si tu aimes ma musique dat de vierde plaats behaalde tijdens het Eurovisiesongfestival van 1982. Rond 1984 maakte hij nog korte tijd deel uit van Kadanz.
Voor KRO-radio maakte hij in 1983 een leadertune. Met dit space-nummer Sensus bereikte hij het jaar erop nummer 21 in Duitsland. Al tijdens zijn studie schreef hij zijn eerste arrangementen en gedurende de jaren bleef hij nummers schrijven. Ze werden opgenomen door bijvoorbeeld Pussycat, The Blue Diamonds, Martin Brozius, Spryng en Maribelle, Mieke Telkamp en Maria Verano. Sinds 1987 is hij zelfstandig producent en in 1991 richtte hij zijn muziekstudio Bandstand op.
Hij werkt en woont tegenwoordig in Duitsland. In zijn studio produceert hij vooral schlagermuziek. Daarnaast speelt hij countrymuziek in de band Southbound en treedt hij op als Eddy Holland, met in 2007 zijn debuutalbum These are my songs for you.

## Discografie
Eddy Hill (singles)
- 1966: You / Mary Ann
- 1973: Nothing really changes / Woo-oh
- 1974: Every mickle (makes a mackle) / Dry your tears
- 1979: Kiss for my baby / I'll put my arms around you

Sensus (singles)
- 1984: Sensus, nummer 21 in Duitsland

Eddy Holland (album)
- 2007: These are my songs for you
- 2011: Come on, honey... Dance with me!!